# Gervais Rioux

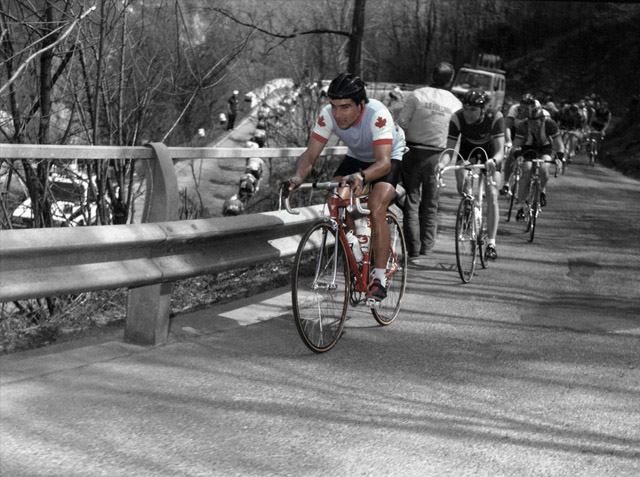
Gervais Rioux

Gervais Rioux (* 17. November 1960 in Mont-Joli) ist ein ehemaliger kanadischer Radrennfahrer.
1979 wurde Gervais Rioux kanadischer Meister im Straßenrennen der Junioren. 1985 und 1987 errang er den kanadischen Meistertitel im Straßenrennen der Elite. 1988 gewann er die Tour de Beauce. Im selben Jahr startete er bei den Olympischen Sommerspielen in Seoul und wurde 73. im olympischen Straßenrennen. Bei den UCI-Straßen-Weltmeisterschaften 1987  wurde er 27. im Einzelrennen und damit bester kanadischer Teilnehmer.
Heute betreibt Gervais Rioux ein Fahrradgeschäft in Montreal.